# 田崎由希
田崎 由希（たざき ゆき、1973年9月20日 - ）は、日本のAV女優。ロシア人とのクォーターである。

## 略歴
東京都出身。1995年、AVデビュー。

## 作品

### アダルトビデオ
- 恥めまして!!（1995年10月28日、KUKI）
- スチュワーデス暴虐レイプ2（1995年11月28日、KUKI）
- 隷嬢（1996年1月20日、KUKI）
- 花嫁は女子校生（1996年2月19日、KUKI）
- 女教師監禁調教（1996年3月16日、KUKI）
- 変貌2（1996年4月18日、KUKI）
- VINLハウスの果実たち vol.5（1996年5月14日、KUKI）
- AVアイドル隷嬢物語（1996年5月18日、KUKI）
- アブノーマル・マニア2（1996年6月20日、KUKI）
- スーパーベストコレクション（1996年8月14日、KUKI）
- 悦辱の罠（共演:香坂ゆかり)
- 奈落のアイドル（1996年10月31日、KUKI）
- 淫華乱舞（1996年12月8日、BAZOOKA）
- ウェディングレクイエム　夢魔の花嫁（2002年10月21日、シネマジック）

## 書籍

### 写真集
- Pearl（田崎由希写真集）1996年、東京三世社 ISBN 9784885706929
- PINK DOLL
- 少女浪漫 1997年3月、東京三世社
- ドキ2美少女BOX

### 雑誌
- ビデオボーイ 1996年01月号、10月号
- すっぴん 1996年03月号、12月号
- Bejean 1996年03月号
- アクション写真塾 1996年05月号
- お隣のお姉さんドキドキ写真 1996年05月号
- ウォーB組 1996年09月号
- OKAY 1996年10月号（表紙）
- オレンジ通信 1996年07月号（カラーインタビュー）、08月号（表紙）、10月号、11月号、1997年02月号
- ミスターマックス 1996年08月号
- アップル通信 1996年09月号
- ガールフレンズ 1996年09月号
- GOKUH 1996年10月号
- ベッピインスクール 1996年11月号
- セーラーメイトDX 1996年12月号
- ミルキー通信 1997年03月号
- マニア倶楽部デラックス Vol.21 1998年1月
- ビザール・マガジン Vol.67
- MAN-ZOKU NO.39、NO.44